# Meinrad Lichtensteiner
Meinrad Lichtensteiner OSB (* 18. Jänner 1759 in Wien; † 2. Mai 1834 ebenda; eigentlich Joseph Lichtensteiner) war ein österreichischer römisch-katholischer Schulmann.

## Leben
Lichtensteiner trat 1778 in die Wiener Schottenabtei ein, wo er 1783 zum Priester geweiht wurde. In dieser Zeit übersetzte er die Histoire ecclesiastique des Bonaventure Racine ins Deutsche. Verschiedene Seelsorgeposten führten ihn nach Schottenfeld, Gaunersdorf, Höbersbrunn und Martinsdorf. 1807 wurde er zum Präfekten des auf Befehl Kaiser Franz’ I. neuerrichteten Schottengymnasiums bestellt und übte diese Funktion bis zu seinem Tode aus. 1820 wurde er zum Vizedirektor der niederösterreichischen Gymnasien ernannt. Daneben war er 1817 und 1823 Dekan der Philosophischen Fakultät der Universität Wien, sowie 1825 Rektor derselben Universität.